# Pádraig Faulkner

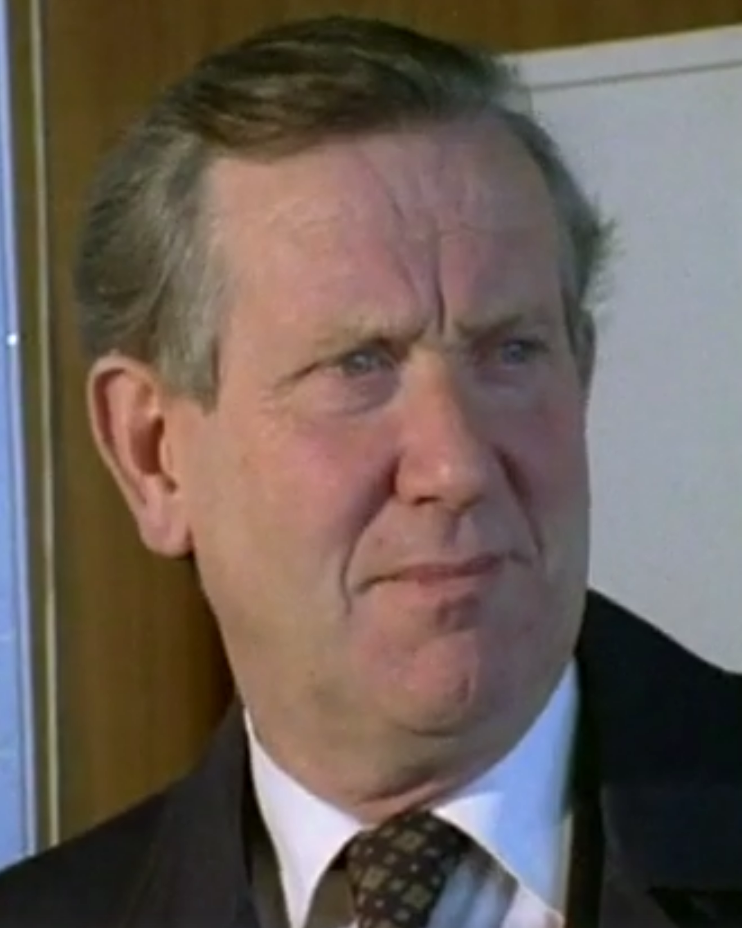
Pádraig Faulkner (1980)

Pádraig Faulkner (irisch Pádraig Ó Fachtna, * 12. März 1918 in Dundalk, County Louth; † 1. Juni 2012 in Drogheda) war ein irischer Politiker (Fianna Fáil), Minister und Vorsitzender (Ceann Comhairle) des Unterhauses (Dáil Éireann).

## Karriere
Faulkner absolvierte zunächst ein Lehramtsstudium und war anschließend als Lehrer an staatlichen Schulen tätig.
Er begann seine politische Laufbahn, als er 1957 als Kandidat der Fianna Fáil erstmals zum Abgeordneten des Unterhauses (Dáil Éireann) gewählt wurde. Dort vertrat er 30 Jahre lang bis 1987 die Interessen des Wahlkreises Louth, der zu Faulkners Zeit mit den Grenzen des County Louth zusammenfiel.
Von April 1965 bis März 1968 war er zunächst Parlamentarischer Sekretär beim Minister für die irischsprachigen Gebiete (Gaeltacht). Im Rahmen einer Regierungsumbildung berief ihn dann Premierminister (Taoiseach) Jack Lynch im März 1969 zunächst selbst zum Minister für die Gaeltacht sowie zum Minister für Ländereien. Drei Monate später übernahm er dann jedoch am 2. Juli 1969 das Amt des Erziehungsministers und behielt dieses bis zum Ende von Lynchs Amtszeit am 14. März 1973.
Nach dem erneuten Wahlsieg der Fianna Fáil ernannte ihn Premierminister Lynch am 5. Juli 1977 zum Minister für Post und Telegraphie sowie zum Minister für Verkehr und Energie, das im September 1977 in Ministerium für Tourismus und Verkehr umbenannt wurde. Nachdem Charles J. Haughey von Lynch am 12. Dezember 1979 das Amt des Premierministers übernommen hatte, wurde Faulkner bei der folgenden Regierungsneubildung zum Verteidigungsminister ernannt. Dieses Amt übte er bis zu seinem Rücktritt am 16. Oktober 1980 aus.
An diesem Tag wurde er als Nachfolger des am 13. Juli 1980 verstorbenen Joseph Brennan zum Vorsitzenden (Ceann Comhairle) des Dáil Éireann gewählt. Dieses Amt behielt er jedoch nur bis zur Wahlniederlage der Fianna Fáil am 30. Juni 1981. Damit hatte Faulkner nach Cathal Brugha die kürzeste Amtszeit eines irischen Parlamentspräsidenten. 1987 verzichtete er auf eine erneute Kandidatur und schied aus dem Unterhaus aus.